# Kriegskabinett
Ein Kriegskabinett ist ein vorwiegend in Großbritannien und den USA eingesetzter Ministerausschuss, den die Regierung in Kriegszeiten mit besonderen Aufgaben betraut. Darin sind vorwiegend jene Ministerien vertreten, die für die Kriegführung die größte Bedeutung haben. Die Minister können durch hohe Offiziere der Streitkräfte sowie durch Vertreter der Opposition ergänzt werden.
Im 20. Jahrhundert wurden von der britischen Regierung sowohl im Ersten Weltkrieg als auch im Zweiten Weltkrieg Kriegskabinette gebildet.
Der in Deutschland kurz vor Beginn des Zweiten Weltkrieges gebildete Ministerrat für die Reichsverteidigung ist in der Anklageschrift für den 
Nürnberger Prozess ebenfalls als „Kriegskabinett“ bezeichnet worden.

## Vereinigtes Königreich

### Erster Weltkrieg
Während des Ersten Weltkriegs kam man zu der Ansicht, langatmige Diskussionen im Kabinett seien unpraktikabel. Im Dezember 1916 wurde vorgeschlagen, Premierminister Herbert Henry Asquith sollte Entscheidungsfindungen an ein kleines Drei-Mann-Komitee delegieren, dem der ‚Secretary of State for War‘ David Lloyd George vorsitzen sollte. Asquith stimmte zunächst zu (vorausgesetzt, dass er das Recht behielt, dem Komitee vorzusitzen wenn er es wollte), bis er dann seine Meinung wechselte, nachdem er sich über einen Zeitungsartikel in der Times aufgeregt hatte, die die vorgeschlagene Änderung als eine Niederlage für ihn beschrieb. Ab dann kam es zu einer politischen Krise; Asquith sah sich zum Rücktritt als Premierminister gezwungen. Sein Nachfolger wurde David Lloyd George; dieser bildete ein kleines Kriegskabinett (englisch War Cabinet).
Mitglieder von Anfang an waren darin:
- David Lloyd George
- Lord Curzon of Kedleston (Lord President of the Council)
- Andrew Bonar Law (Chancellor of the Exchequer)
- Arthur Henderson (Dezember 1916 – August 1917)
- Lord Milner (Dezember 1916 – April 1918)

Lloyd George, Curzon und Bonar Law waren Mitglieder, solange das Kriegskabinett bestand.
Unter den späteren Mitgliedern waren
- Jan Christiaan Smuts (Juni 1917 – Januar 1919)
- George Barnes (Mai 1917 – Januar 1919)
- Austen Chamberlain (April 1918 – Oktober 1919)
- Sir Eric Geddes (Januar 1919 – Oktober 1919)

### Zweiter Weltkrieg

#### Chamberlain
Nach der Kriegserklärung am 3. September 1939 gab Neville Chamberlain im Zuge der Bildung der Kriegsregierung Chamberlain sein War Cabinet noch am selben Tag bekannt:
- Premierminister: Neville Chamberlain (Conservative)
- Lordsiegelbewahrer: Sir Samuel Hoare (Conservative)
- Schatzkanzler: Sir John Simon (Nat. Liberal)
- Foreign Secretary: Viscount Halifax (Conservative)
- Secretary of State for War: Leslie Hore-Belisha (Nat. Liberal)
- Secretary of State for Air: Sir Kingsley Wood (Conservative)
- First Lord of the Admiralty: Winston Churchill (Conservative)
- Minister for the Coordination of Defence: Lord Chatfield (Nat.)
- Minister ohne Geschäftsbereich („without Portfolio“): Maurice Hankey (Nat. )

Da das Kabinett von vormaligen Vertretern der Appeasement-Politik dominiert wurde, die Mitglied von Chamberlains „National Government“ (1937–1939) gewesen waren, schienen die Mitglieder Lord Hankey (ein ehemaliger Cabinet Secretary während des Ersten Weltkriegs) und Winston Churchill (entschiedener Gegner der Appeasement-Politik) das Kabinett ausgewogener zu machen. Anders als im Kriegskabinett von Lloyd George waren die Mitglieder diesmal auch Leiter von Government Departments (Ministerien o. ä.).
Hore-Belisha trat im Januar 1940 nach Meinungsverschiedenheiten mit den Stabschefs der Streitkräfte aus dem National Government aus; er weigerte sich, den Posten des President of the Board of Trade zu übernehmen. Sein Nachfolger im Kriegskabinett wurde Oliver Stanley.

#### Churchill
Als Winston Churchill während des Zweiten Weltkrieges Premierminister wurde, bildete er eine Koalitionsregierung (Churchill war ministry), zu deren Kriegskabinett zu Beginn folgende Mitgliedern gehörten:
- Premierminister & Minister of Defence: Winston Churchill (Conservative)
- Lord President of the Council: Neville Chamberlain (Conservative)
- Lordsiegelbewahrer: Clement Attlee (Labour)
- Foreign Secretary: Lord Halifax (Conservative)
- Minister ohne Geschäftsbereich („without Portfolio“): Arthur Greenwood (Labour)

### Falklandkrieg 1982
Im Frühjahr 1982 kämpften im Falklandkrieg Großbritannien und Argentinien um die Falklandinseln; Argentinien verlor diesen Krieg. Zum Kriegskabinett gehörten:
- Premierminister – Margaret Thatcher
- Deputy Prime Minister & Home Secretary – Willie Whitelaw
- Secretary of State for Foreign & Commonwealth Affairs – Francis Pym
- Secretary of State for Defence – John Nott
- Chief of the Defence Staff – Admiral of the Fleet Terence Lewin
- Attorney General – Michael Havers

### Golfkrieg 1990–1991
- Premierminister – John Major
- Secretary of State for Foreign and Commonwealth Affairs – Douglas Hurd
- Secretary of State for Defence – Tom King
- Chancellor of the Exchequer – Norman Lamont
- Chief of the Defence Staff – Marshal of the RAF Sir David Craig[1]

### Invasion in Afghanistan
- Premierminister – Tony Blair
- Deputy Primeminister –  John Prescott
- Secretary of State for Foreign and Commonwealth Affairs – Jack Straw
- Secretary of State for Home Affairs – David Blunkett
- Secretary of State for Defence – Geoff Hoon
- Chancellor of the Exchequer – Gordon Brown
- Secretary of State for International Development – Clare Short
- Chief of the Defence Staff – Michael Boyce
- Downing Street Director of Communications – Alastair Campbell
- Leader of the House of Commons Robin Cook[2]

### Krieg im Irak
- Premierminister – Tony Blair
- Deputy Primeminister –  John Prescott
- Secretary of State for Foreign and Commonwealth Affairs – Jack Straw
- Secretary of State for Home Affairs – David Blunkett
- Secretary of State for Defence – Geoff Hoon
- Chancellor of the Exchequer – Gordon Brown
- Secretary of State for International Development – Clare Short
- Chief of the Defence Staff – Michael Boyce
- Downing Street Director of Communications – Alastair Campbell
- Leader of the House of Commons – John Reid
- Director of the MI5 – Eliza Manningham-Buller
- Director of the MI6 – Richard Dearlove[3]

## Australien (Zweiter Weltkrieg)

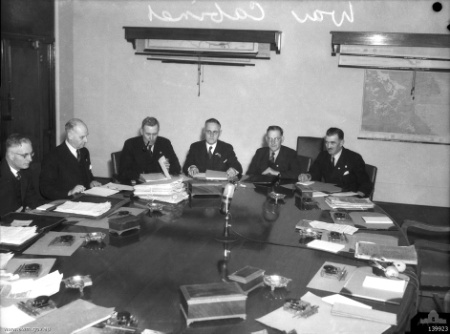
Das australische Kriegskabinett bei einem Treffen in Melbourne 1943: (von links) John Curtin, Sir Frederick Sheddon, Ben Chifley, ‚Doc‘ Evatt, Norm Makin, Arthur Drakeford

Auf der Reichskonferenz 1937 in London stimmte die Australische Regierung zu ein Kriegskabinett, im Falle eines Krieges, einzurichten. Das Kabinett stimmte einer Einrichtung, im Zuge des Ausbruchs des Zweiten Weltkrieges, am 26. September 1939 zu. Da weder die Country Party noch die Australian Labor Party eine Koalition mit der Regierenden United Australia Party einging, bestand das Kriegskabinett zunächst aus:
- Robert Menzies (Premierminister and Treasurer)
- Richard Casey (Minister for Supply)
- Geoffrey Street (Minister for Defence)
- George McLeay (Minister for Commerce)
- Henry Somer Gullett (Minister for Information)
- Billy Hughes (Attorney General)[6]

Im November 1939 wurde das Department of Defence aufgeteilt. Der Minister for Defence wurde Minister for Army, der Premierminister wurde zusätzlich Minister for Defence Coordination und drei weitere Minister wurden Mitglieder des Kriegskabinetts:
- James Fairbairn (Minister for Air)
- Frederick Harold Stewart (Minister for Navy)
- Harry Foll (Minister for Interior)[7]

Nachdem Fairbairn, Street and Gullett bei einem Flugzeugabsturz ums Leben kamen sowie nach Stimmverlusten der Regierungspartei bestand das Kriegskabinett ab Oktober 1940 aus:
- Robert Menzies (Prime Minister and Minister for Defence Coordination)
- Arthur Fadden (Treasurer)
- John McEwen (Minister for Air)
- Percy Spender (Minister for Army)
- Billy Hughes (Attorney General and Minister for Navy)
- Harry Foll (Minister for Interior)
- Philip McBride (Minister for Munitions) (ab 26. Juni 1941)[8]

Nachdem die Australian Labor Party am 3. Oktober 1941 die Regierung übernahm, wurde ein neues Kriegskabinett bestellt:
- John Curtin (Prime Minister and Minister for Defence Coordination)
- Frank Forde (Minister for Army)
- Ben Chifley (Treasurer)
- Doc Evatt (Attorney General and Minister for External Affairs)
- Jack Beasley (Minister for Supply)
- Norman Makin (Minister for Navy and Minister for Munitions)
- Arthur Drakeford (Minister for Air)
- John Dedman (Minister for Interior) (ab 11. Dezember 1941)[9]

Frederick Shedden war der Generalsekretär des Kriegskabinetts, welches sich regelmäßig während des Zweiten Weltkrieges traf. Seine letzte Sitzung fand am 19. Januar 1946 statt.

## Ukraine
Wolodymyr Selenskyj hat in Folge der Invasion Russlands den Kriegszustand ausgerufen und steht seitdem als Präsident der Ukraine einem Kriegskabinett vor.

## Vereinigte Staaten
Nach den Terroranschlägen vom 11. September 2001 bildete US-Präsident George W. Bush ein War Cabinet. Es trat am Abend des 11. Septembers 2001 zusammen, um das zu konzipieren, was später als 'Krieg gegen den Terror' (engl. 'War on Terrorism') propagiert wurde.
Das Kabinett umfasste
- Präsident – George W. Bush
- Vizepräsident – Dick Cheney
- Defense Secretary – Donald Rumsfeld
- Assistant to the President for National Security Affairs – Condoleezza Rice
- Secretary of State – Colin Powell
- Director of Central Intelligence – George Tenet
- White House Chief of Staff – Andrew Card[13]

## Frankreich
In Frankreich bestand von 1792 bis 1795, also während der französischen Revolution, ein „Comité de guerre“.
Während des Ersten Weltkriegs richtete das Kabinett Painlevé I ein Kriegskabinett ein, dem Louis Barthou (bis 23. Oktober 1917), Léon Bourgeois, Paul Doumer und Jean Dupuy angehörten und das dem britischen war cabinet nachempfunden war.

## Israel
2023 bildete sich nach dem Terrorangriff der Hamas auf Israel und dem Kabinett Netanjahu VI ein Kriegskabinett und es kam zum Krieg in Israel und Gaza.